# أصهار خارجون عن القانون (فلم)
The Out-Laws هو فيلم كوميدي أمريكي لعام 2023 من إخراج تايلر سبيندل كتبه إيفان تيرنر وبن زازوف، وإنتاج آدم ساندلر، وآدم ديفين، وألين كوفيرت . من النجوم آدم ديفين ونينا دوبراف وإلين باركين وبيرس بروسنان. تدور الحبكة عن مدير أحد البنوك خلال أسبوع زفافه يتعرض بنكة للسرقة من قبل مجرمون يشتبه بشدة في أنهم قد يكونون أصهاره في المستقبل.
صدر The Out-Laws بواسطة نتفلكس في 7 يوليو 2023.

## حبكة
أوين براوننج هو مدير بنك شاب على وشك الزواج من باركر مكديرموت، التي يتصل بها والداها البعدين عنها لحضور حفل الزفاف فيشعر بالحماسة لأنه سيتسنى له مقابلهم أخيرًا لكنها تشعر بالقلق على أنه لن يحتمل والديها.
نرى والدي أوين نيل ومارجي شخصان صعبا المراس الذي ايصل أوين عليهما ليخبرهم بالأخبار السارة عن أن والدي باركر سيتمكنان من حضور حفل الزفاف. لكن يجب عليه أولاً أن يستمع بأن أحد الضيوف القادمين للزفاف لدية حساسية غريبة ثم يظهران جهلهما بمهنتها كمدربة يوغا مصدقين بأن عملها يحتوي على عمود الرقص وبدلاً من أن يسعدا بأخبار وصول الأصهار الآخرين ينتقدونهم لغيابها عن حياة باركر.
في البنك يتعين على أوين تحرير الموظف الذي تعرض لمقلب حبسه في الخزنة. لذلك بدأ بالعرض والتحدث على أن نظام أمان بنكم هوأحدث نظام أمان؛ لكنهم وضحوا له إلى أن أمان خزينة بنك منافسهم يعتبر الأفضل في الولاية. ويوضح أوين إلى أن جميع الخزائن بها مزلاج هروب للطوارئ.
في العشاء مع والديه يتحدثون عنموعد وصول لوالدي باركر القريب. في هذه الأثناء، يتواصل أوين مع إدارة مساحة التخزين التي يستأجرانها والدي باركر آملا ان يصل إلى صور باركر لصنع مونتاج صور الزفاف، فيتسبب من غير قصد انتباه سيدة العصابات في أوروبا الشرقية ريحان إلى عودتهم.
في الليلة التالية، سمح آل ماكديرموتس بأنفسهم بالدخول إلى منزلهم بينما لا تزال باركر تودي فصلًا لليوغا ويخيفا أوين يصران على أن يدعوهم بيلي وليلي. في اليوم التالي، يأخذ أوين إجازة من العمل ليقضي اليوم مع أصهاره اللذان يختاران جدول الأعمال، فيذهبون للقفز بالمظلات ويحصلون على وشم ويشربون.
في اليوم التالي، قام زوجان سيئان السمعة من المجرمين بإيقتحام البنك المسمى "قطاع الطرق الأشباح" ونظرًا لحدوث السرقة خلال أسبوع زفافه فبعض المؤشرات مثل عطر الرجل ومقتطفات من الماضي تعود إلى الحانة وما قاله لليلي في اليوم السابق تدفع أوين إلى الاعتقاد بأن اللصوص قد يكونون أصهاره في المستقبل.
يسأله الوكيل الخاص لمكتب التحقيقات الفدرالي روجر أولدهام أوين كمدير للبنك مع وقوف أصهاره من ورائه غير قادر على قول أي شيء تصر باركر على المغادرة بمجرد أن ينفجر بالبكاء. كرس أولدهام معظم حياته المهنية في مطاردة قطاع الطرق الأشباح وهو مقتنع بأنهم وراء السرقة.
يطلب المساعدة من والديه على فضح المكديرموت بعد أن اخبرهم أوين شكوكه. فيقومان بطرح أسئلة مباشرة غير مناسبة على العشاء لكن بيلي وليلي يعيدان توجيه المحادثة بحذق. لاحقا سألت باركر أوين ماذا يجري لكنها تعتقد أن نظريته مجنونة.
يتبع أوين أصهاره إلى ريحان ويسمعها تهددهما بقتل باركر إذا لم يحصلوا عليها أكثر من 5 ملايين دولار قبل الزفاف. يوقف أولدهام أوين على الطريق السريع ويجد أدلة مزروعة في صندوق سيارته آدي ذلك لفضحه لأصهاره. فوضع أولدهام سلك تنصت عليه على أمل إقناع عائلة ماكديرموت بالاعتراف. بدلاً من ذلك تقوم ريحان بخطف باركر كتأمين مما يجعل أوين ينضم إلى أصهاره.
عند مكان تسليم الفدية تفاجأ ريحان بسرور بأن أوين جلب المال لكنها سيقتلهم على أي حال فأطلق عليهم الرصاص بأعجوبة ثم يقوم آل ماكديرموت بإلهاء رجال الشرطة حتى يتمكن أوين من التسلل مرة أخرى إلى القبو بالمال.
بينما يسلم آل ماكديرموت أنفسهم ومقابل مساعدتهم لأولدهام مع زوجته السابقة يسمح لهم بالذهاب لفترة وجيزة إلى حفل زفاف أوين وباركر.

## فريق التمثيل
- آدم ديفين في دور أوين براونينغ

- بيرس بروسنان في دور بيلي مكديرموت
- إلين باركين في دور ليلي مكديرموت
- نينا دوبراف في دور باركر مكديرموت
- مايكل روكر في دور روجر أولدهايم
- بورنا جاجاناثان في دور ريحان زكريان
- ريتشارد كيند في دور نيل براونينج
- جولي هاجرتي في دور مارجي براونينج
- بليك أندرسون في دور ابن العم ار جي
- لورين لابكوس في دور فيبي كينج
- ليل ريل هوري في دور تايري
- دين وينترز في دور فينس ميلين
- لاسي موسلي في دور ماريسول
- دان جابلونز في دور جاري
- صني ساندلز في دور جرايسي
- بيغي والتون ووكر في دور الجدة روث
- مو جاليني في دور بورس
- جاكي ساندلز في دور كاي
- بيتسي سودارو في دور الطباخة إيدا

## إنتاج
في يوليو 2021 تم توظيف بيرس بروسنان للتمثيل في الفيلم، إلى جانب آدم ديفين، للمخرج تايلر سبينديل. في أكتوبر 2021 ، أما بقية بقية طاقم التمثيل يتكون من إلين باركين، ونينا دوبريف، ومايكل روكر، وبورنا جاغاناثان، وجولي هاجرتي، وريتشارد كايند، وليل ريل هوري ، وبليك أندرسون. تم التصوير الرئيسي في أتلانتا، جورجيا في الفترة من أكتوبر إلى ديسمبر 2021.

## انطلاق
صدر The Out-Laws بواسطة Netflix في 7 يوليو 2023.

## استقبال
تلقت تقييما على موقع المراجعة روتين توميتو نسبة21٪ من تقييمات 62 نقادًا كانت إيجابية بمتوسط تقييم 3.9 / 10. يقول إجماع الموقع الإلكتروني: "مع فريق عمل موهوب ، لا يسع The Out-Laws سوى تقديم بعض الضحكات - لكنها قليلة جدًا ومتباعده لتعويض عن الإعداد المشتق من الفيلم ، والمسلسل الهزلي."]

## روابط خارجية
- أصهار خارجون عن القانون على نتفليكس (الاشتراك مطلوب)

قالب:Happy Madison Productionsهابي ماديسون برودكشن